# Goldstater
Der Goldstater (altägyptisch Nefer-nub) wurde zwischen 361 und 359 v. Chr. als erste Münze im Alten Ägypten vom Pharao (König) Tachos eingeführt.

## Goldstater im Alten Ägypten
Tachos legte mit der Einführung des Goldstaters den Grundstein für eine eigene Münzwährung im Alten Ägypten. Ursache für die Einführung des Goldstaters war die Entlohnung der zahlreich beschäftigten Söldner, die für Ägypten ihre militärischen Dienste verrichteten.

### Tachos
- Goldstater mit Gewicht eines Dareikos: Gewicht etwa 8,42 Gramm, gemäß athenischem Vorbild rechts mit Eule, links mit Papyrus
- Goldstater als Tetradrachme: Rechts mit Eule, links mit einem Olivenzweig, rechts davon in demotischer Schrift „Tachos...Pharao“.

### Nektanebos II.
Nektanebos II. übernahm das System des Tachos, führte aber eigene Goldstater-Münzen ein:
- Goldstater: Gewicht etwa 8,42 Gramm, abgebildet auf der Vorderseite ein nach rechts springendes Pferd; Rückseite mit den ägyptischen Hieroglyphen „Nefer-nub“.
- Goldstater als Kleinmünze: Gewicht etwa 2,56 Gramm, 14–15 Millimeter. Wahrscheinliche Abbildung einer nach links springenden Gazelle, dazu eine Balkenwaage, darunter drei Punkte. Die Zuordnung zu Nektanebos II. ist allerdings nicht gesichert.